# Buzzi Unicem
Die Buzzi S.p.A. ist ein italienischer Zement- und Baustoffhersteller mit Sitz in Casale Monferrato. Das Unternehmen wurde 1907 gegründet und ist heute in 13 Ländern tätig.
Buzzi Unicem ist im Aktienindex FTSE MIB an der Borsa Italiana gelistet. Im Jahr 2024 beschäftigte das Unternehmen rund 10.000 Mitarbeiter. In Deutschland ist Buzzi Unicem Mehrheitsaktionär des ehemals börsennotierten Zementherstellers Dyckerhoff.
Am 8. März 2023 aufgrund seiner anhaltenden Geschäftsbeziehungen mit Russland während des russischen Überfalls auf die Ukraine wurde Buzzi Unicem von der ukrainischen Nationalen Agentur für Korruptionsprävention in die Liste der Sponsoren des russischen Krieges aufgenommen.